# Vorobjovi Gori metróállomás
A Vorobjovi Gori (oroszul: Воробьёвы го́ры, magyarra fordítva: Veréb-hegy) egy metróállomás a moszkvai metróban, a Szokolnyicseszkaja vonalon. Két szomszédja a Szportyivnaja és az Univerzityet. Nevét a közelben található hegyről, a Veréb-hegyről kapta. Korábbi neve: Leninszkije Gori.

## Története
Az állomás a Luzsnyiki metróhídon vagy röviden csak a Metróhídon (Лужнецкий метромост / метромост) fekszik, így az egyetlen a moszkvai metróban, amely egy hídon, egy folyó felett van. Alatta a Moszkva folyik. Az állomás 1958-ban készült el, és 1959-ben adták át. A hidat gyorsan, de rossz minőségben építették meg, ezért 1984-re a beszivárgó víz és az egyre jobban elrozsdásodó elemek miatt használhatatlanná nyilvánították, egy elkerülő ideiglenes hidat építettek, és megkezdték az állomás felújítását. 18 évvel később, 2002. december 2-án adták át, azóta üzemel. Mikor 1999-ben a korábban Lenin-hegy néven ismert hegyet visszanevezték, az állomás is felvette a Veréb-hegy nevet.

## Építészete
Az állomás rendelkezik a leghosszabb peronnal a moszkvai metróban, 282 méter hosszú, így a híd mindkét oldaláról lehetett lejáratot építeni.

## Fordítás
- Ez a szócikk részben vagy egészben  a   Vorobyovy Gory (Moscow Metro) című angol Wikipédia-szócikk fordításán alapul.  Az eredeti cikk szerkesztőit annak laptörténete sorolja fel. Ez a jelzés csupán a megfogalmazás eredetét és a szerzői jogokat jelzi, nem szolgál a cikkben szereplő információk forrásmegjelöléseként.